# ميدان الإمام الخميني (طهران)

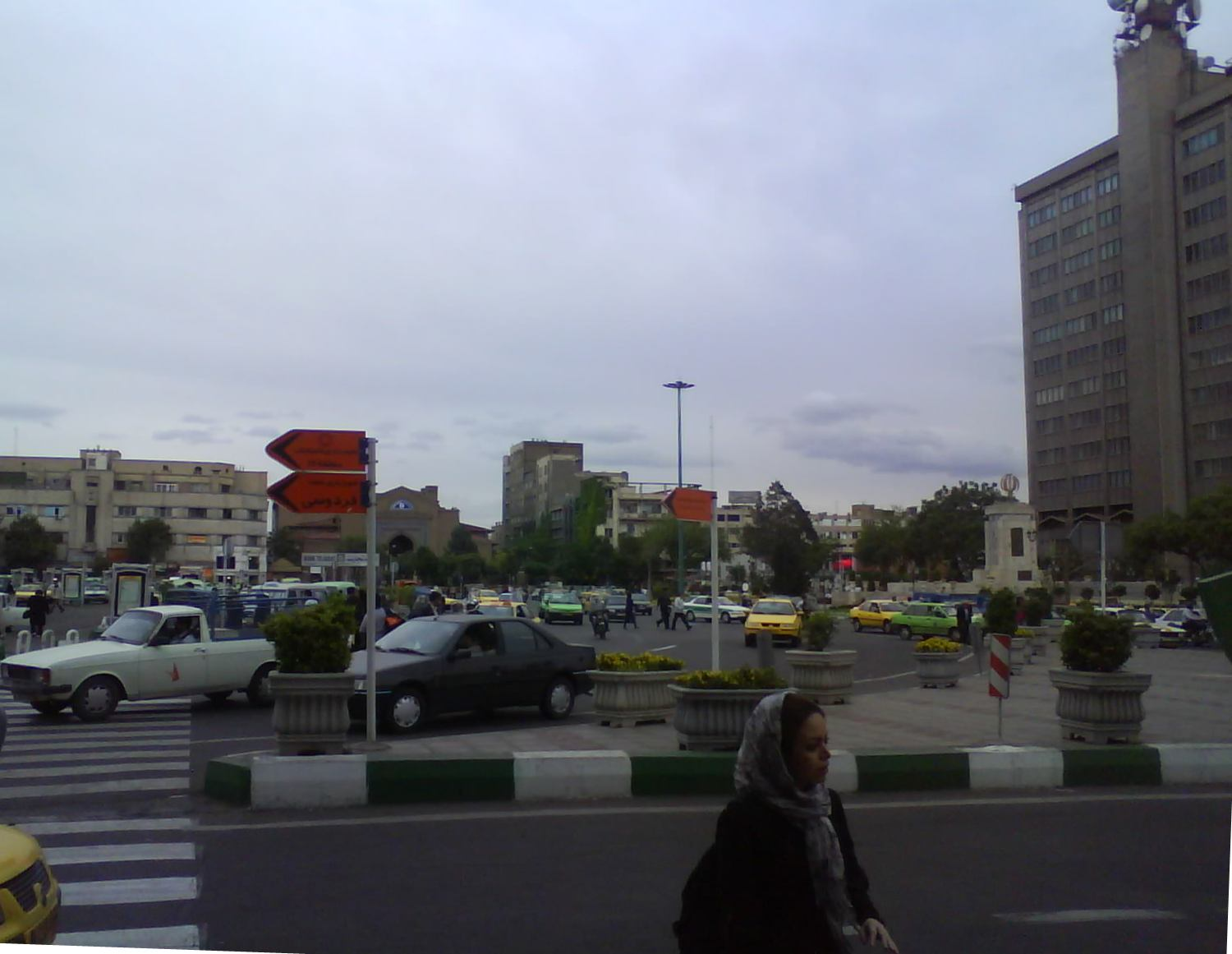
ميدان المدفعية في 2011 م

ميدان الإمام الخميني (بالفارسية:میدان امام خمینی) (أسماؤه السابقة :بالفارسية:ميدان توپخانه (ميدان المدفعية)،بالفارسية:ميدان سپه (ميدان الجيش)) هو ميدان تاريخي يقع في وسط مدينة طهران . هذا الميدان بني في عام 1284 هـ.ق في عصر ناصر الدين شاه و بإشراف أمير كبير. ميدان الخميني أحد المراكز الرئيسية في إيران حيث يمر به العديد من الشوارع الرئيسية ،وهو كذلك مكان لاجتماع المحتجين و أحيانًا تنفذ في أحكام الإعدام.

## التاريخ
الميدان بعرض 110 م و طول يقارب 220 م ، بشكل مستطيل وهو مستوحى من بنيات عصري  النهضة و الباروكية . بُني الميدان في سنة 1284هـ القمرية الموافقة لسنة 1847 م 

## المباني حول الميدان
- مصرف التجارة
- محطة المترو
- مبنى الاتصالات: بٌني في بداية فترة رضا شاه وهو أكبر بناء حول الساحة.[6][7]
- مبنى البلدية: بُني في عام 1300 هـ.ش .[4][8]
- مبنى الدفاع المدني .[9]
- متحف استاد صنعتي: يعرض أعمال الفنان و النحات الإيراني علي أکبر صنعتي .